# Elecciones generales del Reino Unido de 1880
Las elecciones generales del Reino Unido de 1880 tuvieron lugar entre marzo y abril de 1880.
Los liberales llevaron a cabo una agresiva campaña contra la, a su modo de ver, inmoral política exterior de Benjamin Disraeli. La que se conocería como la Campaña de Midlothian consistió en una serie de discursos, de hasta cinco horas de duración, del líder liberal William Ewart Gladstone. Se considera que esta fue la primera campaña electoral moderna. La fiereza de Gladstone y su soberbia oratoria aseguraron a los liberales una de las más aplastantes mayorías electorales de su historia. Tras las elecciones, dirigentes liberales como Lord Hartington y Lord Granville decidieron apoyar a Gladstone, que así alcanzaría el cargo de primer ministro por segunda vez.

## Resultados
| Partido | Partido                                  | Votos     | %    | Dif.  | Escaños | Dif. |
|         | Partido Liberal                          | 1.836.423 | 54,7 | +2,7% | 352     | +110 |
|         | Partido Conservador                      | 1.426.351 | 42,5 | -1,8% | 237     | -113 |
|         | Liga del Autogobierno (Home Rule League) | 95.535    | 2,8  | -0,9% | 63      | +3   |
|         | Otros                                    | 1.107     | 0,0  |       | 0       | =    |

Votos totales: 3.359.416. Se muestran los resultados de todos los partidos importantes.